# Cathy's Clown
Cathy's Clown is een lied uit 1960, geschreven en gezongen door The Everly Brothers. Het was de eerste single die het duo uitbracht op hun nieuw platenlabel Warner Bros. Records en het zou hun grootste hit worden. Het kwam binnen in de Billboard Hot 100 hitlijst voor de week eindigend op 18 april 1960. Het stond vijf opeenvolgende weken op nummer 1 in de lijst, tot het werd opgevolgd door "Everybody's Somebody's Fool" van Connie Francis.
"Cathy's Clown" was ook een grote internationale hit. In het Verenigd Koninkrijk stond het negen weken lang op nummer 1 in de lijst van New Musical Express. In Nederland was het nummer ook een hit in de versie van The Blue Diamonds. Op 6 augustus 1960 stonden de Everly Brothers op nummer 3 in de lijst van Fonorama (opgenomen in Billboard), met de cover door The Blue Diamonds op nummer 4. In Duitsland werd het een hit in een Duitse coverversie; de Duitse tekst was van Ralph Maria Siegel. Er werden zes verschillende versies van uitgebracht.
De volgende single van de Everly Brothers was "When Will I Be Loved / Be Bop-a-Lula". Die verscheen overigens op hun vorig platenlabel, Cadence Records, terwijl "Cathy's Clown" nog in de hitlijsten stond. Er was een informele overeenkomst tussen de twee labels, waaronder Cadence geen nieuwe Everlyplaat zou uitbrengen in de zes weken volgend op de release van een Warner Bros.-single.
De Tarney/Spencer Band, bestaande uit het Engels/Australische duo Alan Tarney en Trevor Spencer, bracht in 1979 een disco-achtige coverversie uit. Dit nummer deed international weinig.
De Amerikaanse countryzangeres Reba McEntire bracht in 1989 een coverversie van "Cathy's Clown" uit, die een nummer 1-hit werd in Billboard's Hot Country Songs.

## NPO Radio 2 Top 2000
| Nummer met noteringen in de NPO Radio 2 Top 2000 | '99 | '00  | '01 | '02  | '03  | '04  | '05-'06 | '07  |
| ------------------------------------------------ | --- | ---- | --- | ---- | ---- | ---- | ------- | ---- |
| Cathy's Clown                                    | 950 | 1247 | -   | 1547 | 1502 | 1737 | -       | 1991 |

1. ↑  Een '-' betekent dat het nummer niet was genoteerd en een vetgedrukt getal geeft de hoogste notering aan.
2. ↑  Deze tabel is bijgewerkt tot en met de laatste editie (2024).